# Пољанице (Травник)
Пољанице је насељено место у Босни и Херцеговини у општини Травник. Административно припада Федерацији Босне и Херцеговине, односно њеном Средњобосанском кантону. Према попису становништва из 2013. у насељу је било 268 становника, а већинску популацију чинили су Бошњаци.

## Становништво
По последњем службеном попису становништва из 2013. године у овом насељу живело је 268 становника, а село је било етнички хомогено са већинском бошњачком популацијом.
| Националност | 2013. | 1991.        | 1981.        | 1971.        |
| Бошњаци      | —     | 285 (96,28%) | 249 (96,89%) | 388 (92,82%) |
| Хрвати       | —     | 0            | 1 (0,39%)    | 0            |
| Срби         | —     | 11 (3,71%)   | 7 (2,72%)    | 28 (6,70%)   |
| Југословени  | —     | 0            | 0            | 1 (0,24%)    |
| остали       | —     | 0            | 0            | 1 (0,24%)    |
| Укупно       | 268   | 296          | 257          | 418          |